# Hentaigana
Hentaigana (Kanji: 変体仮名 (變體假名), Kana: へんたいがな, Hán Việt: Biến thể giả danh) là hệ thống chữ viết tương đương với kiểu chữ kana tiêu chuẩn trong tiếng Nhật. Kiểu chữ này là sự kế thừa từ hệ thống man'yōgana - hệ thống có thể dùng nhiều ký tự kanji để biểu diễn cùng một âm tiết. Do sau đó chữ viết man'yōgana ngày càng trở nên đơn giản đi để phù hợp với lối viết thảo, kết quả là cho ra đời hentaigana và hiragana.

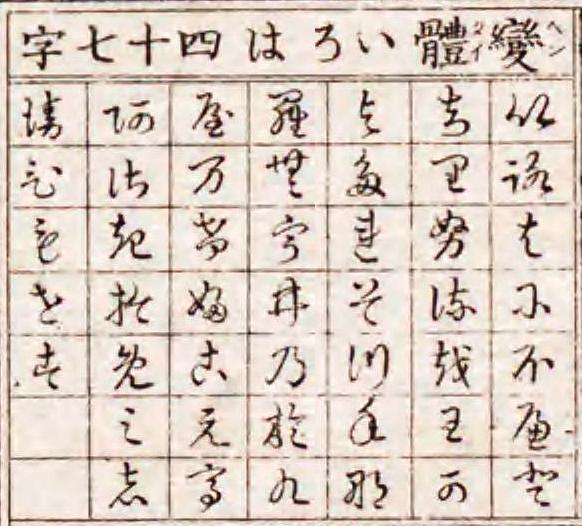
現今児童重宝記: 開化実益 (1886)

Hentaigana có thể được hoán đổi cho nhiều hay ít với các ký tự hiragana trong một bài viết, và tồn tại cơ bản độc lập cho đến năm 1900, khi các sách học vần hiragana được tiêu chuẩn hóa để dùng chỉ một ký tự với mỗi mora (âm tiết). Hentaigana hiện đã có trên Unicode trên những block Kana Supplement và Kana Extended-A với sự ra mắt của Unicode 10.0 vào tháng 6 năm 2017

## Sự phát triển của âm tiết "n" trong hiragana

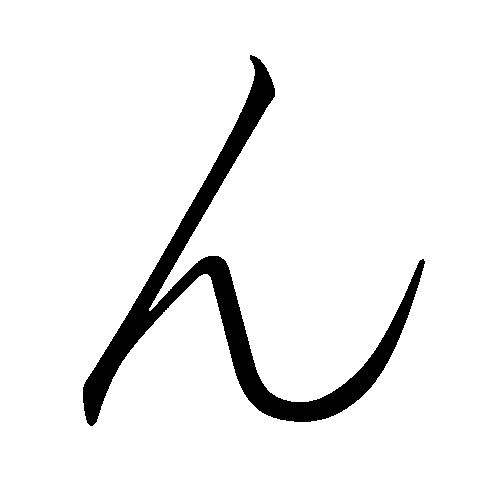
Âm tiết n hiragana ngày nay.

Âm tiết "n" (ん) ra đời từ một kiểu viết thảo của ký tự 无. Cách phát âm cải cách từ năm 1900 chia ra 2 cách, trong đó ký tự む chỉ được dùng cho âm tiết /mu/ và ký tự ん chỉ được dùng cho âm tiết cuối /n/. Trước đó, khi thiếu ký tự biểu diễn âm tiết cuối /n/, âm được đánh vân (những không phải phát âm) một cách đồng nhất là /mu/, và người đọc phải dựa vào văn cảnh để hiểu dụng ý đề cập của nó. Sự phức tạp này dẫn đến một số cách diễn đạt hiện đại dựa trên kiểu phát âm đánh vần. Ví dụ, iwan to suru (thử nói) có âm tiết cuối vốn phải phát âm la /n/ hay bị nhầm thành mu. (Mẫu câu tiếng Nhật hiện đại 言おう (iō) vốn là mẫu câu 言はむ (ihamu) trước đó chuyển thành. Ngoài ra còn một số mẫu câu khác.)

## Sử dụng ngày nay

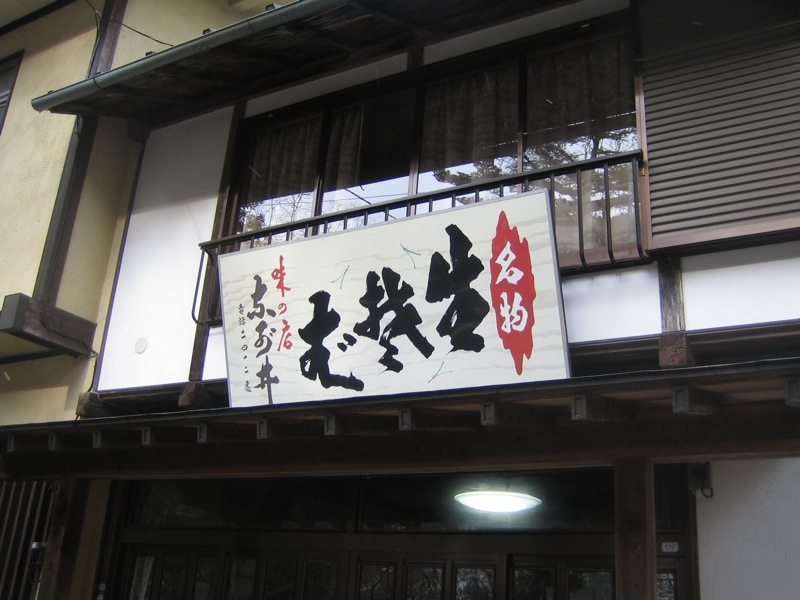
Một cửa hàng soba với biển hiệu viết bằng hentaigana. Từ kisoba được viết từ phải sang trái với ký tự kanji 生 ki và hai ký tự hentaigana chuyển hóa từ hai ký tự man'yōgana 楚 so 者 ba. (Có thể tìm thấy các ký tự này trong bảng bên dưới.) Dòng chữ đen được viết theo chiều dọc phía bên trái đọc là 奈 na 可 ga (bảng bên dưới) và ký tự kanji 井 wi.

Hentaigana là hệ thống không còn được dùng trong văn viết hiện đại, nhưng vẫn còn một số ít được dùng tới ngày nay dưới các hình thức khác. Ví dụ, nhiều cửa hàng soba ở Nhật sử dụng hentaigana để đánh vần từ kisoba trong các ký hiệu của họ. Hentaigana cũng được dùng trong một số tài liệu viết tay mang tính trang trọng, đặc biệt là trong các giấy chứng nhận của các tổ chức văn hóa cổ Nhật (như các trường võ thuật, trường dạy nghi lễ, các tổ chức tôn giáo, vân vân). Ngoài ra, hentaigana còn đôi khi được dùng trong các văn bản tiếng Nhật cổ được viết lại. Tuy nhiên, hầu hết người Nhật không đọc được chữ hentaigana, hoặc chỉ có thể nhận biết được một số rất ít được dùng ở các dấu hiệu ở các cửa hàng, hoặc các hình vẽ của chúng.
Cần chú ý từ hentai (変体 - "biến thể") ở đây khác với từ hentai (変態 - "biến thái") mang nghĩa xấu (trong tiếng Nhật mang nghĩa: đồi trụy, khiêu dâm,...).

## Bảng các ký tự hentaigana
| Dòng あ | あ | 𛀂𛀃𛀄𛀅               | い | 𛀆𛀇𛀈𛀉           | う | 𛀊𛀋𛀌𛀍𛀎       | え | 𛀏𛀐𛀑𛀒𛀓𛀁       | お | 𛀔𛀕𛀖           |
| Dòng か | か | 𛀘𛀙𛀚𛀛𛀜𛀝𛀞𛀟𛀠𛀡𛀢 | き | 𛀣𛀤𛀥𛀦𛀧𛀨𛀩𛀪𛀻 | く | 𛀫𛀬𛀭𛀮𛀯𛀰𛀱   | け | 𛀲𛀳𛀴𛀵𛀶𛀷𛀢     | こ | 𛀸𛀹𛀺𛀻𛂘       |
| Dòng さ | さ | 𛀼𛀽𛀾𛀿𛁀𛁁𛁂𛁃       | し | 𛁄𛁅𛁆𛁇𛁈𛁉       | す | 𛁊𛁋𛁌𛁍𛁎𛁏𛁐𛁑 | せ | 𛁒𛁓𛁔𛁕𛁖         | そ | 𛁗𛁘𛁙𛁚𛁛𛁜𛁝   |
| Dòng た | た | 𛁞𛁟𛁠𛁡               | ち | 𛁢𛁣𛁤𛁥𛁦𛁧𛁨     | つ | 𛁩𛁪𛁫𛁬𛁭       | て | 𛁮𛁯𛁰𛁱𛁲𛁳𛁴𛁵𛁶 | と | 𛁷𛁸𛁹𛁺𛁻𛁼𛁽𛁭 |
| Dòng な | な | 𛁾𛁿𛂀𛂁𛂂𛂃𛂄𛂅𛂆     | に | 𛂇𛂈𛂉𛂊𛂋𛂌𛂍𛂎   | ぬ | 𛂏𛂐𛂑           | ね | 𛂒𛂓𛂔𛂕𛂖𛂗𛂘     | の | 𛂙𛂚𛂛𛂜𛂝       |
| Dòng は | は | 𛂞𛂟𛂠𛂡𛂢𛂣𛂤𛂥𛂦𛂧𛂨 | ひ | 𛂩𛂪𛂫𛂬𛂭𛂮𛂯     | ふ | 𛂰𛂱𛂲           | へ | 𛂳𛂴𛂵𛂶𛂷𛂸𛂹     | ほ | 𛂺𛂻𛂼𛂽𛂾𛂿𛃀𛃁 |
| Dòng ま | ま | 𛃂𛃃𛃄𛃅𛃆𛃇𛃈𛃖       | み | 𛃉𛃊𛃋𛃌𛃍𛃎𛃏     | む | 𛃐𛃑𛃒𛃓𛄝𛄞     | め | 𛃔𛃕𛃖             | も | 𛃗𛃘𛃙𛃚𛃛𛃜𛄝𛄞 |
| Dòng や | や | 𛃝𛃞𛃟𛃠𛃡𛃢           | 𛀆 | 𛀆                 | ゆ | 𛃣𛃤𛃥𛃦         | 𛀁 | 𛀁                 | よ | 𛃧𛃨𛃩𛃪𛃫𛃬𛃢   |
| Dòng ら | ら | 𛃭𛃮𛃯𛃰𛁽             | り | 𛃱𛃲𛃳𛃴𛃵𛃶𛃷     | る | 𛃸𛃹𛃺𛃻𛃼𛃽     | れ | 𛃾𛃿𛄀𛄁           | ろ | 𛄂𛄃𛄄𛄅𛄆𛄇     |
| Dòng わ | わ | 𛄈𛄉𛄊𛄋𛄌             | ゐ | 𛄍𛄎𛄏𛄐𛄑         |    |                  | ゑ | 𛄒𛄓𛄔𛄕           | を | 𛄖𛄗𛄘𛄚𛄛𛄜𛀅   |
| ん      | ん | 𛄝𛄞                   |    |                    |    |                  |    |                    |    |                  |

### Một số ví dụ
Chú ý, một số ví dụ dưới đây đã được đơn giản hóa từ cùng một ký tự kanji tương ứng với các ký tự hiragana, nhưng được viết khác.

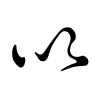
以（い）i
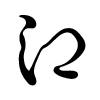
江（え）e
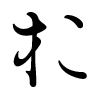
於（お）o
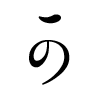
可（か）ka
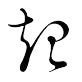
起（き）ki
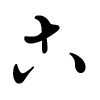
古（こ）ko
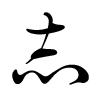
志（し）shi
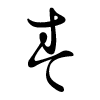
春（す）su
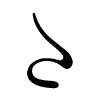
多（た）ta
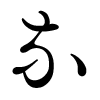
奈（な）na
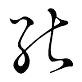
能（の）no
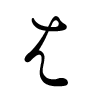
者（は）ha
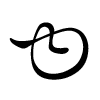
由（ゆ）yu
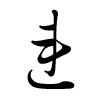
連（れ）re
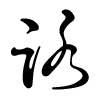
路（ろ）ro
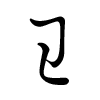
王（わ）wa